# Giove
Giove, Umbria település Olaszországban, Terni megyében. Lakosainak száma 1852 fő (2023. január 1.). Giove Amelia, Attigliano, Bassano in Teverina, Bomarzo, Orte és Penna in Teverina községekkel határos.

## Népesség
A település népessége az elmúlt években az alábbi módon változott:
| Lakosok száma | 1903 | 1924 | 1852 |
|               | 2017 | 2018 | 2023 |